# Кристоф фон Ламберг
Кристоф фон Ламберг (на немски: Christoph Freiherr von Lamberg zu Ortenegg und Ottenstein; † 26 март 1579, Залцбург) е фрайхер на Ламберг в Ортенег и Отенщайн и като Кристоф IV епископ на Зекау в Щирия, Австрия (1541 – 1546).

## Произход и духовна кариера
Произлиза от благородническия род Ламберг в Крайна, който дава множество катедрални каноници и епископи. Син е на господар Георг I/II фон Ламберг-Ортенег († 1499) и първата му съпруга Елизабет фон Цобелсберг.
Кристоф следва във Виена, Инголщат и Падуа. Той е издигнат заедно с четиримата му братя на имперски фрайхер на 12 януари 1524 и на 17 февруари 1544 г. в Прага на фрайхер на Ортенег и Отенщайн.
Още рано Кристоф фон Ламберг е домхер в Падуа, след това коадитор на епископа на Зекау Кристоф Раубер. На 29 ноември 1536 г. той е помазан за епископ от архиепископа на Залцбург, с нареждането като навърши нужната каноническа възраст да има предимство да стане епископ на Зекау.
През 1540 г. на Ламберг е дадена енорията Зеекирхен. През 1541 г. той става епископ на Зекау чрез залцбургския администратор Ернст Баварски. През 1546 г. се отказва от епископската си служба и става през 1549 г. коадитор на залцбургския катедрален деканат. През 1555 г. той участва в имперското събрание в Аугсбург, след две години става коадитор на катедралния пропст и през 1560 г. става катедрален пробст.
Кристоф фон Ламберг умира на 26 март 1579 г. в Залцбург
той е чичо на Йохан Якоб фон Ламберг († 1630), епископ на Гурк и на Ламберг, на Карл фон Ламберг († 1612), архиепископ на Прага (1607 – 1612) и на Йохан Георг фон Херберщайн († 1663), епископ на Регенсбург (1662 – 1663).